# Heteropoda aureola
Heteropoda aureola este o specie de păianjeni din genul Heteropoda, familia Sparassidae, descrisă de He și Hu în anul 2000. Conform Catalogue of Life specia Heteropoda aureola nu are subspecii cunoscute.